# Allocosa morelosiana
Allocosa morelosiana este o specie de păianjeni din genul Allocosa, familia Lycosidae. A fost descrisă pentru prima dată de Willis J. Gertsch și Davis, 1940. Conform Catalogue of Life specia Allocosa morelosiana nu are subspecii cunoscute.